# Chkhalta
Chkhalta (tiếng Gruzia: ჩხალთა; tiếng Abkhaz: Чҳалҭа; tiếng Nga: Чхалта) là một làng ở vùng thượng Thung lũng Kodori, thuộc huyện Gulripshi, Abkhazia, một nước cộng hòa ly khai từ Gruzia.

## Lịch sử
Trước tháng 8 năm 2008, Chkhalta là một phần của 'Thượng Abkhazia', phần duy nhất của Abkhazia do chính phủ Gruzia kiểm soát. Trong cuộc chiến tháng 8 năm 2008 ở Nam Ossetia, các lực lượng Abkhazia đã giành quyền kiểm soát Chkhalta và phần còn lại của Thượng Abkhazia. Hầu hết cư dân của Chkalta đã di tản khỏi vùng chiến sự và vẫn chưa quay trở lại.